# Alexandra Vogel
Gravin Alexandra Vogel is de Oostenrijkse verloofde van Malko Linge uit de spionagereeks S.A.S. van de Franse auteur Gérard de Villiers. Zij is een wees doordat haar ouders zijn omgekomen tijdens een bombardement in de Tweede Wereldoorlog.

## Ontstaan van het personage
Gérard de Villiers heeft verklaard dat het personage is geïnspireerd op een Italiaanse baronesse die is getrouwd met een Duitse baron en beiden tot zijn vriendenkring behoren. Voor 1989 bevond een deel van hun grondbezit zich achter het IJzeren Gordijn en destijds geconfisqueerd door de communistische regeringen in het Oostblok.
In het verhaal Het Kennedy-dossier ontmoet zij Malko Linge voor de eerste maal. Ze bewoont een van de huizen in de nabijheid van Linges kasteel in het dorp Liezen in het Burgenland, een streek aan de Oostenrijks-Hongaarse grens.
Nadat haar ouders waren omgekomen tijdens een bombardement heeft zij de tot de familie behorende landerijen in het Burgenland geërfd.